# Харитон Карпузов
 Тази статия е за църковния деец от Македония.  За революционера от Априлското въстание вижте Харитон Халачев.  
Харитон е български възрожденски църковен деец, архимандрит.

## Биография
Роден е през 1827 година в неврокопското село Либяхово като Кръстьо Ангелов Карпузов. Учи в манастира „Свети Йоан Предтеча“ край град Сяр, където през 1850 е въведен в монашески сан и ръкоположен за свещеник. След конфликт с гръцкия владика се завръща в родното си село, където е ръкоположен за свещеник. Тук служи в местната църква, където въвежда богослужение на български език. Наклеветен от гръцките духовници, Карпузов е заточен на остров Родос. Освободен през 1865 година, след едногодишно изгнание.
Карпузов не е особено образован, но е енергичен и с голям опит. За това той се утвърждава като един от водачите на българите от Източна Македония в църковните борби. Участва в народния събор, проведен през 1869 година в село Гайтаниново, на който се отхвърля върховенството на Цариградската патриаршия. В годините 1871 - 1873 е председател на Неврокопската българска община. През 1872 година е предложен от населението за български архиерей на Неврокопска епархия, но кандидатурата му не се приема еднозначно от всички местни дейци. Изправено пред противоречиви мнения екзархийското ръководство в Цариград през 1873 година подлага Карпузов на изпит, чийто резултат е крайно незадоволителен. По тази причина въпросът за избора му остава нерешен. Според македонски исторически интерпретации в основата на колебливото отношение на екзархийското духовенство към Карпузов са неговите връзки с Нил Изворов, водач на възродилото се по онова време Униатско движение. След продължително протакане вместо в Неврокоп поп Харитон е изпратен през 1874 - 1876 за архиерейски наместник в Берковица. От 1877 до 1877 година е наместник на Софийския митрополит.
През 1880 година Карпузов е назначен за председател на Българската община в Сяр, където полага големи усилия за укрепване на българщината. Обвинен в революционна дейност през 1884 година, заедно със зет си Петър Сарафов и други български дейци е арестуван от властите. На 12 февруари 1885 година Екзарх Йосиф се среща с руския посланик Александър Нелидов и го моли да настоява за освобождението на Карпузов, Сарафов и още тридесет души, задържани в Сяр и предадени на военен съд в Солун. Съдът осъжда двамата на 16 години затвор. Първоначално те са изпратени в Смирненския затвор, а впоследствие преместени в град Караман, Мала Азия. През 1887 година Сарафов и Карпузов успяват да ибягат през Цариград в Одеса. Оттук през 1888 година идват в Княжество България и се установяват в София.
Карпузов почива през 1899 година в София.